# 米斯卡塔尼克大学
米斯卡塔尼克大學（英語：Miskatonic University），又譯「密斯卡托尼克大學」，是一間位於虛構城鎮阿卡姆的虛構大學，座落於美國麻薩諸塞州艾塞克斯郡:240。這間大學的名字來自於米斯卡塔尼克河（這條河同樣是虛構的）。
米斯卡塔尼克大學最早出現在霍華德·菲利普斯·洛夫克拉夫特於1922年的作品《赫伯特·韋斯特──屍體復生者》當中，之後在其他克蘇魯神話的相關作品中頻繁出現，例如《星之彩》、《瘋狂山脈》、《超越時間之影》等。在《敦威治恐怖事件》中提到，米斯卡塔尼克大學是一所非常有名的學校，與同樣位於麻薩諸塞州的哈佛大學齊名。米斯卡塔尼克大學在由克蘇魯神話沿生出的角色扮演遊戲和桌上遊戲中也經常出現。
洛夫克拉夫特曾表示，米斯卡塔尼克這個詞的詞源來自阿爾岡昆語族。

## 雜談

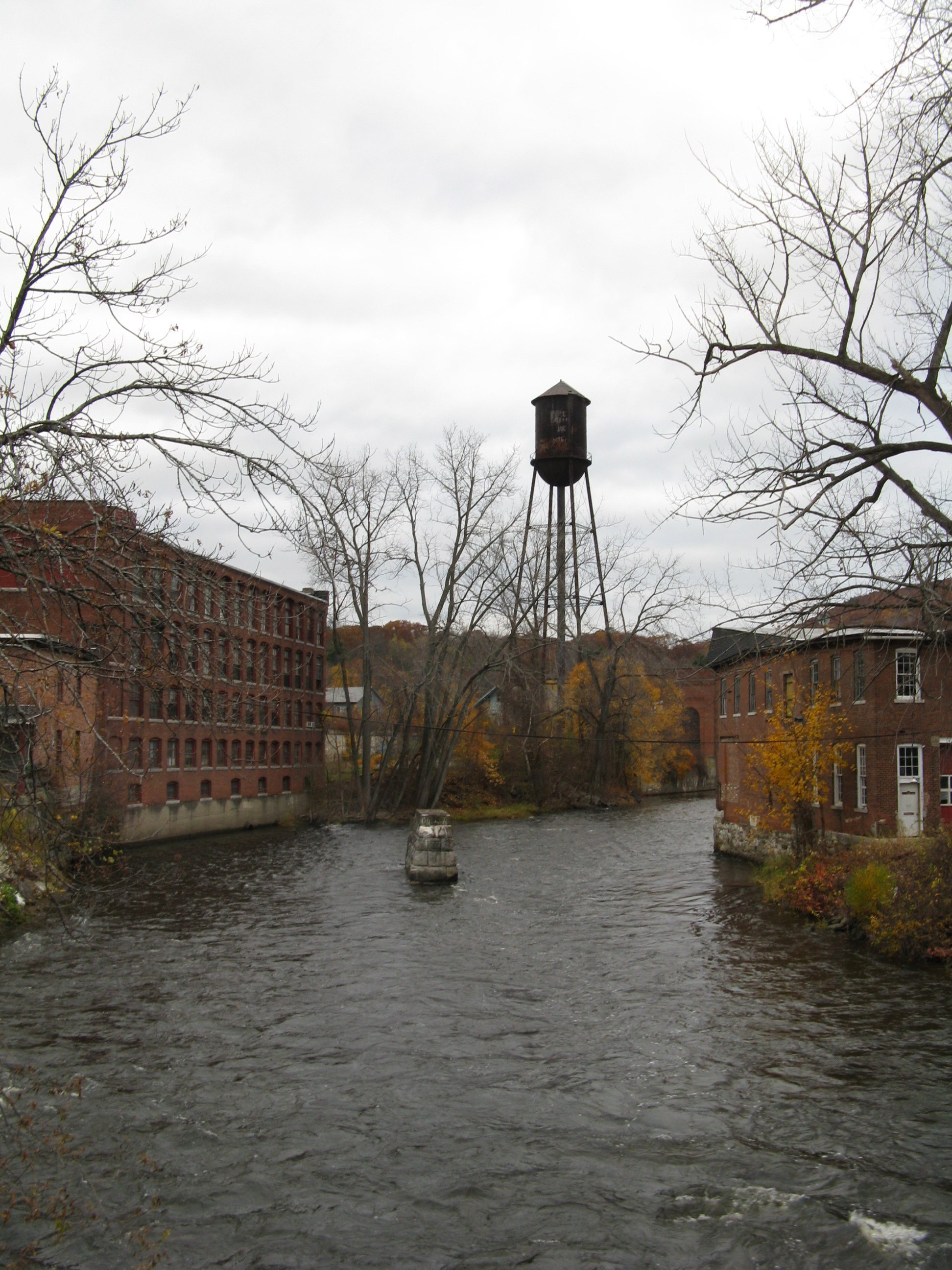
位于麻薩諸塞州豪薩托尼的
豪萨托尼河常被人认为是密斯卡托尼克一词的词源

米斯卡塔尼克大學仿自洛夫克拉夫特生活時代的常春藤盟校，有可能參考了位於其家鄉普羅維登斯的布朗大學（洛夫克拉夫特本人曾希望就讀該學校）。在洛夫克拉夫特的故事中，這所學校的學生似乎全為男性（如同當時位於美國東北方的其他大學），唯一在洛夫克拉夫特的故事中被提及的女學生名叫阿塞納絲·維特（ Asenath Waite），她在《門外之物》中登場。
在2009年的電影《暗夜呢喃》中，製作團隊H·P·洛夫克拉夫特歷史協會選擇了曼荷蓮學院作為米斯卡塔尼克大學的場景拍攝地點，這部電影另外還選擇了帕薩迪納市立學院來拍攝校園室內場景。而在艾倫·摩爾所創作的漫畫《普洛威頓斯》中，則設定聖安塞姆學院就是現實中的米斯卡塔尼克大學。
米斯卡塔尼克大學因其收藏的神祕學書籍聞名，它是極少數藏有《死靈之書》真正抄本的地方之一。其它館藏還包括了《無名祭祀書》與《伊波恩之書》等等。
在《赫伯特·韋斯特──屍體復生者》中，米斯卡塔尼克大學醫學院在故事中扮演著重要角色。
後世的作家與粉絲在描寫到米斯卡塔尼克大學的對外形象時，有著兩種不同的詮釋。第一種詮釋是根據洛夫克拉夫特的文學傳統，認為米斯卡塔尼克大學對外是一所普通的學校，有關神秘和克蘇魯神話的研究是擺在檯面下的。第二種詮釋在角色扮演遊戲中較為常見，認為神秘和神話是構成米斯卡塔尼克大學對外形象的一部份。